# Alfonso Maria Riberi
Alfonso Giovanni Maria Riberi (Monterosso Grana, 4 marzo 1876 – Cuneo, 1º aprile 1952) è stato un archeologo, storiografo e presbitero italiano.

## La formazione e l'attività ecclesiastica
Nato a Monterosso Grana il 4 marzo 1876, primo di sei fratelli e figlio di Giovanni Battista Ribero (per un errore di trascrizione portò da allora il cognome Riberi anziché Ribero), venne battezzato il giorno stesso della nascita (come prescritto dal Sinodo diocesano). Curiosamente, il medico che assistette la nascita diagnosticò subito la sua cagionevole salute tanto da affermare che il piccolo era "vivo ma non vitale" e aggiunse che "data la cattiva conformazione del cranio non poteva che essere un povero idiota".
Trasferitosi con la famiglia a Valgrana nel 1882 dove compì i primi studi, si spostò successivamente a Cuneo dove frequentò il Regio Liceo-Ginnasio Silvio Pellico presso il quale si diplomò con licenza d'onore. A 18 anni, nel 1894, chiese di entrare nel Seminario diocesano di Cuneo per compiere gli studi di teologia. Per via della sua cagionevole salute il Riberi frequentò il Seminario come alunno esterno. Il chierico Riberi divenne sacerdote il 4 settembre 1898 ma già dall'aprile il Vescovo di Cuneo, Andrea Fiore, lo aveva nominato suo segretario-collaboratore. In tale veste il 10 giugno 1904 riceve la nomina di canonico onorario e il 16 luglio, con una Bolla pontificia nella quale il Canonico Riberi era esortato a conseguire i titoli accademici indispensabili entro due anni, gli viene assegnato il titolo di coadiutore dell'ottantaquattrenne teologo Giovanni Rossi, ormai malato e non più in grado di tenere le "lezioni di scrittura" da solo.
Nel 1907 conseguì a Roma la laurea in teologia, ma già nell'autunno 1906 aveva cominciato ad insegnare presso la cattedra di Sacre Scritture (che condurrà per 45 anni fino alla sua morte).
Durante la Grande Guerra rimpiazzò gli insegnanti del Seminario che erano partiti per il fronte e diresse l'Ufficio notizie per combattenti che si occupava di cercare informazioni sui soldati. Nel 1915 assume la direzione della Banca del Piccolo Credito nata nel 1900 su iniziativa diocesana. Collaboratore de Lo Stendardo prima, poi de Il Dovere, ricoprì numerosi incarichi istituzionali, tra i quali quello di cappellano dell'Ospedale di Cuneo e di direttore ecclesiastico della Giunta diocesana di Azione cattolica dal 1922 al 1925.
Nel campo sociale diresse la Pia Società della Misericordia per l'assistenza ai poveri. Nel 1926 ricevette le onorificenze di Cavaliere della Corona d'Italia e di Prelato domestico di Sua Santità.

## Attività ed eredità storiografica
Alfonso Riberi è conosciuto principalmente come storico e storiografo. La sua prima attività da storico partì con il centenario della diocesi di Cuneo nel 1917 quando ricevette dal vescovo Natale Gabriele Moriondo l'incarico di redigere le "Memorie storiche della Diocesi di Cuneo".
Il suo impegno di storico continuò fino alla sua morte, tenne lezioni di storia al Regio Liceo di Cuneo e di Arte Sacra presso il Seminario. Nel 1928 rilasciò una lunga intervista, poi pubblicata sul Momento, ad un inviato del quotidiano giunto da Torino in cui illustrò il suo lavoro su San Dalmazzo, che gli richiese complessivamente ben dodici anni di lavoro.
Nel 1929 fondò la Società degli studi storici, archeologici ed artistici di Cuneo ancora oggi attiva, di cui fu consigliere fino alla sua morte; nel 1931 si dedicò alla storia dei Santuari piemontesi: Madonna della Riva, San Magno di Castelmagno, Sant'Anna di Vinadio (che riprese nel 1950 in un'opera più completa).
Membro della Deputazione di Storia Patria, fu nominato Regio ispettore onorario dei monumenti e fu tra i principali fautori del Museo Civico di Cuneo grazie alla sua produzione storica e soprattutto alla sua attività archeologica fatta di numerosi rinvenimenti, favoriti dall'ottimo rapporto che il Riberi aveva instaurato con la popolazione del Cuneese che gli permise di esercitare la sua attività senza ostacoli.
Con la nascita del settimanale La Guida, tuttora esistente, il Riberi iniziò una collaborazione ininterrotta, firmando più articoli per ogni numero fino al gennaio del 1952, poco prima della sua morte. Scrisse nella sua vita centinaia di articoli scientifici e storiografici (365 dal 3 settembre 1919 al 3 gennaio 1952) che prima pubblicò su giornali come Lo Stendardo, Il Dovere poi raccolse tutti nel Repertorio di Antiche Memorie.
Morì settantaseienne la sera del 1º aprile 1952 a Cuneo. La diocesi gli ha dedicato una struttura: il Dipartimento per i Beni Culturali Ecclesiastici (BCE) e il Dipartimento
di Custodia della Memoria "Mons. Riberi".
La sua città, Cuneo, lo ricorda oggi come ecclesiastico e soprattutto come un grande storico, a lui è intitolata anche una via, mentre a Caraglio un istituto comprensivo statale porta il suo nome.

## Opere
- "Memorie del Santuario di Sant'Anna di Vinadio", Torino, Tip. Artigianelli, 1904;
- "San Dalmazzo di Pedona e la sua abbazia", Torino, Biblioteca della Società Storica Subalpina, 1929 (BSSS, 110);
- "Folklore poetico cuneese dei secoli XV e XVI", in Miscellanea Cuneese, Torino, Biblioteca Società Storica Subalpina, 1930 (BSSS, 111);
- "Cenni storici sulla città di Cuneo", in Guida della Provincia Granda, Cuneo, SASTE, 1930;
- "Brevi postille ad un bel libro di storia cuneese", Cuneo, SASTE, 1931;
- "Il Santuario della Madonna della Riva presso Cuneo", Cuneo, Tip. S. Francesco, 1931;
- "San Magno martire. Notizie della sua vita e del suo culto nel santuario di Castelmagno (Cuneo)", Cuneo, Tip. S. Francesco, 1932;
- "S. Dalmazzo martire e compagni. Storia popolare della vita, del culto e dell'Abbazia omonima in Pedona", Bertello, 1935;
- "Gli scrittori latini anonimi di storia cuneese e il padre Francesco Bava da Fossano", in Fonti e studi di Storia Fossanese, Torino, Biblioteca Società Storica Subalpina, 1936, pp. 163–204;
- "Cuneo nella storia" in L. Barchi, "La provincia Granda", Cuneo, SASTE, 1938, pp. 11–50;
- "S. Anna di Vinadio, storia, culto, prodigi", (3ª ed. rifatta), Cuneo, Ghibaudo, 1950;
- "Il Santuario di Madonna della Riva presso Cuneo. Memorie storiche", (2ª ed.), Cuneo, Ghibaudo, 1951.
- "RAM - Repertorio di Antiche Memorie", opera in tre tomi, edizioni Primalpe, Cuneo, ultima edizione, 2002